# Remise Beverwaard
De Remise Beverwaard is een tramremise in de wijk Beverwaard in Rotterdam. De officiële opening van deze remise vond op 15 augustus 2011 plaats en de remise is vanaf 22 augustus 2011 in gebruik. De diensten van de Rotterdamse tramlijnen 2, 3 en 5 worden vanuit deze remise  gereden. De remise is de vervanger van de Remise Hilledijk. 
Op het dak van de remise is een grote parkeerplaats ingericht, de P+R Beverwaard. Voor de tramremise, aan de Groeninx van Zoelenlaan, is een belangrijke bus- en tramhalte waar de volgende bus- en tramlijnen stoppen:
| Lijn | Bestemmingen                              | Via                                                                                        | Vervoerder | Bijzonderheden                                        |
| ---- | ----------------------------------------- | ------------------------------------------------------------------------------------------ | ---------- | ----------------------------------------------------- |
| 3    | Beverwaard - Rotterdam Centraal           | Keizerswaard - Prinsenplein - Stadion Feijenoord - Wilhelminaplein - Coolsingel - Hofplein | RET        |                                                       |
| 142  | Zuidplein - Slikkerveer Dillenburgplein   | Station Lombardijen - Keizerswaard                                                         | RET        | Rijdt alleen van maandag t/m vrijdag                  |
| 143  | Zuidplein - Ridderkerk Sporthal Drievliet | Station Lombardijen - Keizerswaard - Ridderkerk                                            | RET        | Spitslijn                                             |
| 144  | Zuidplein - Ridderkerk Drievliet          | Station Lombardijen - Keizerswaard - Ridderkerk                                            | RET        |                                                       |
| 145  | Kralingse Zoom - Station Dordrecht        | Ridderkerk                                                                                 | RET        | Rijdt alleen van maandag t/m vrijdag                  |
| 489  | Kralingse Zoom - Nieuw-Lekkerland         | Alblasserdam - Ridderkerk                                                                  | Qbuzz      | R-net, de helft van de ritten rijdt tot Alblasserdam. |

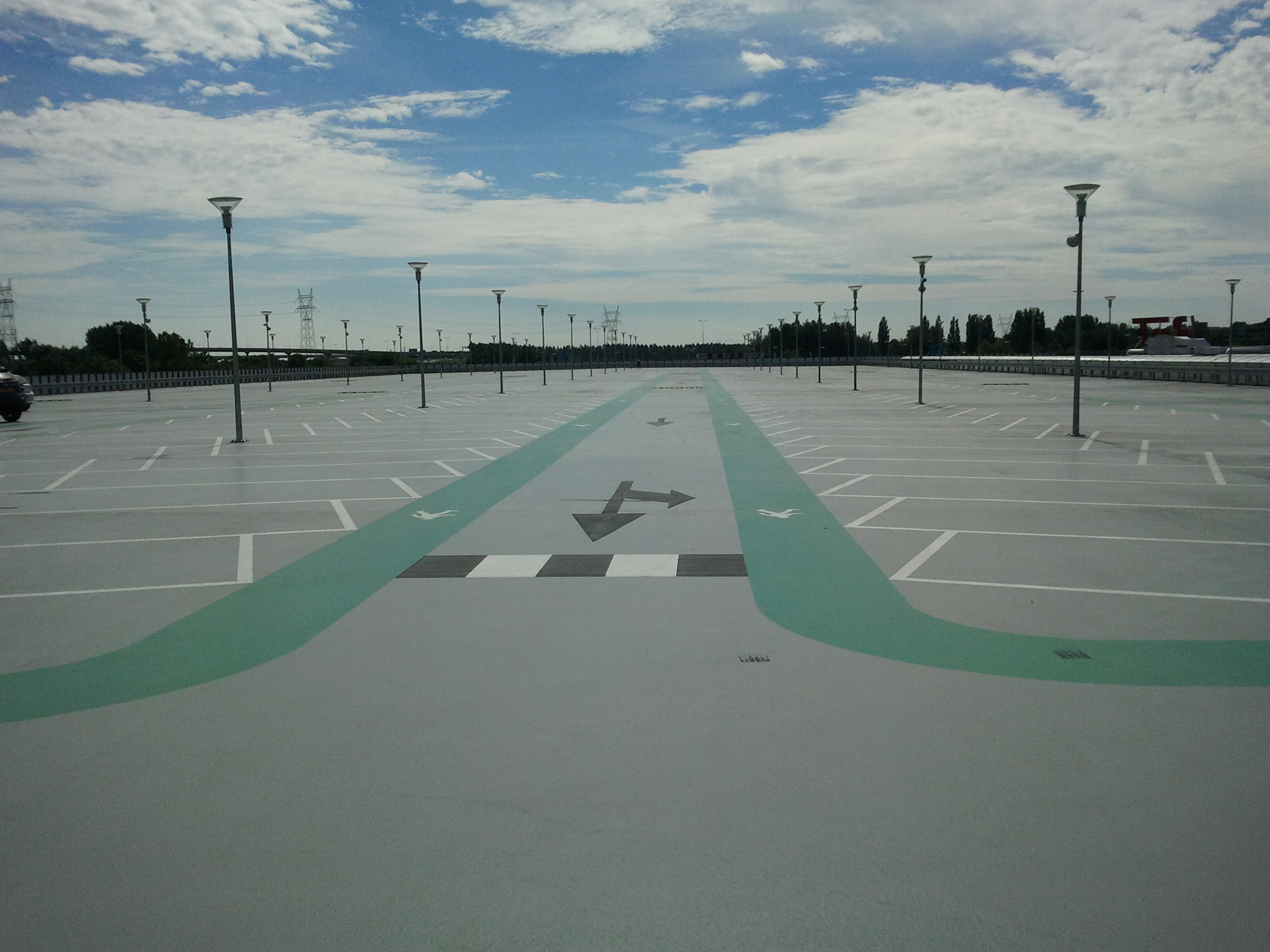
Het parkeerdek
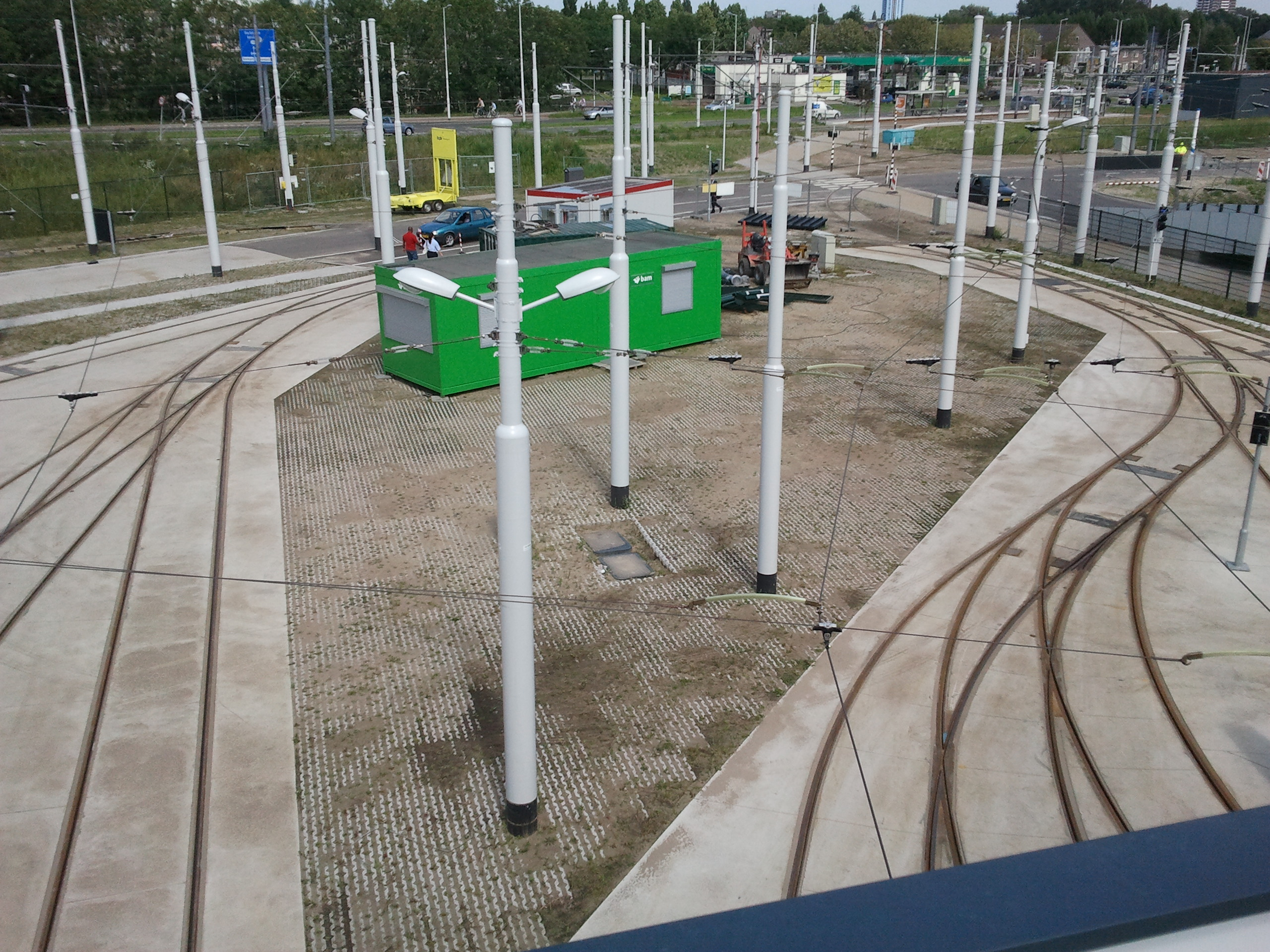
De voorzijde van bovenaf
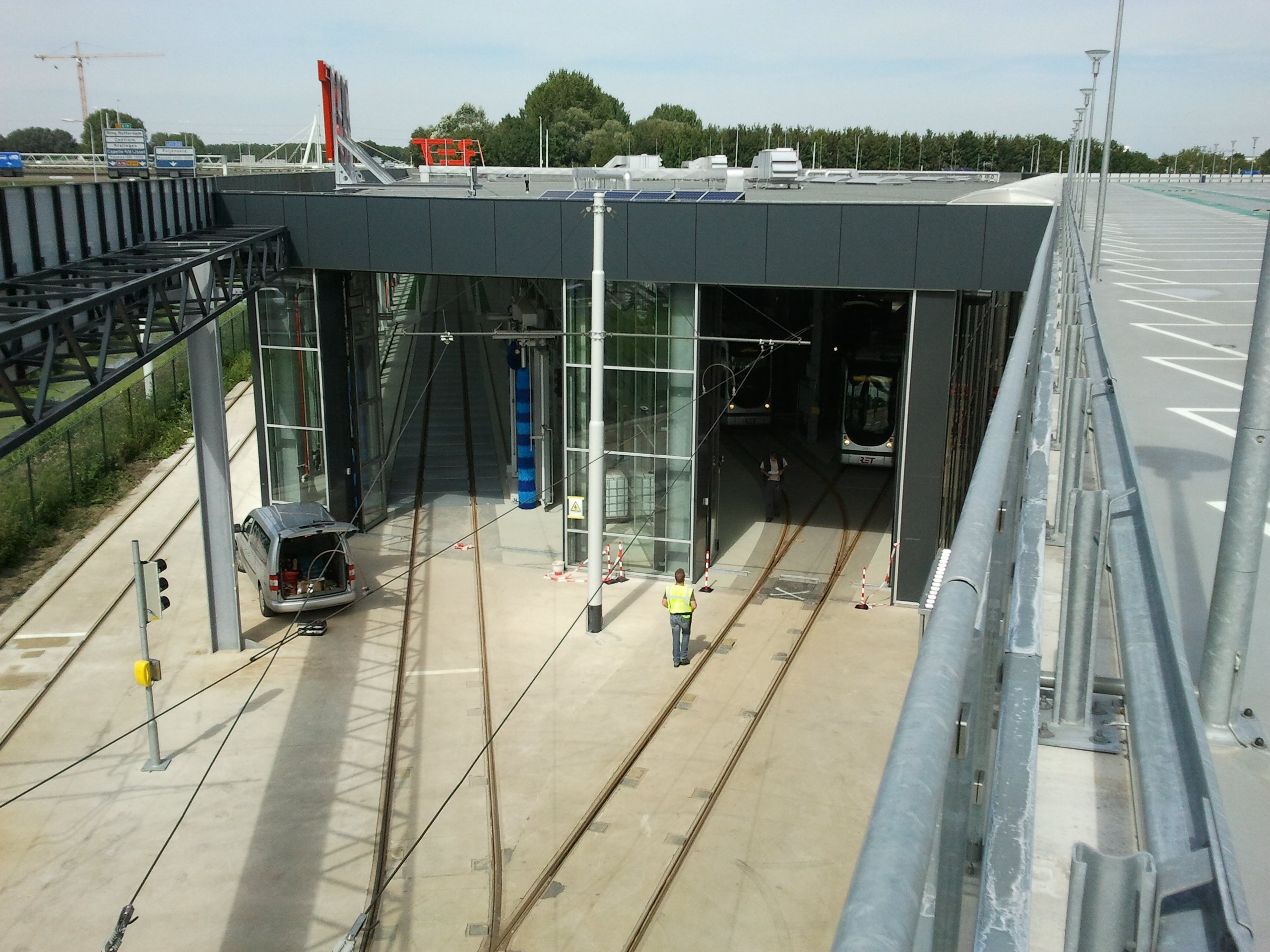
Een zijingang
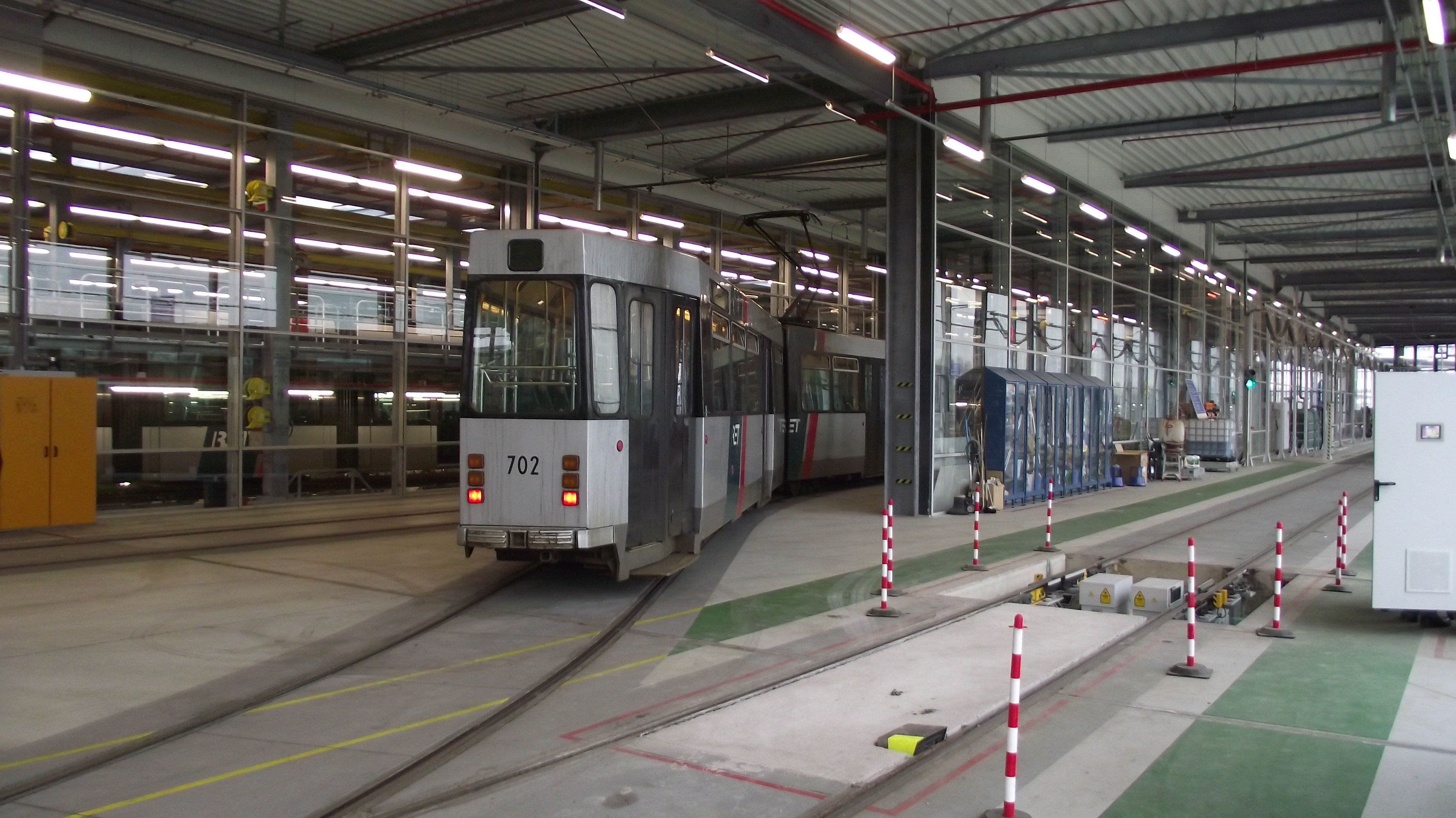
Tram in de remise
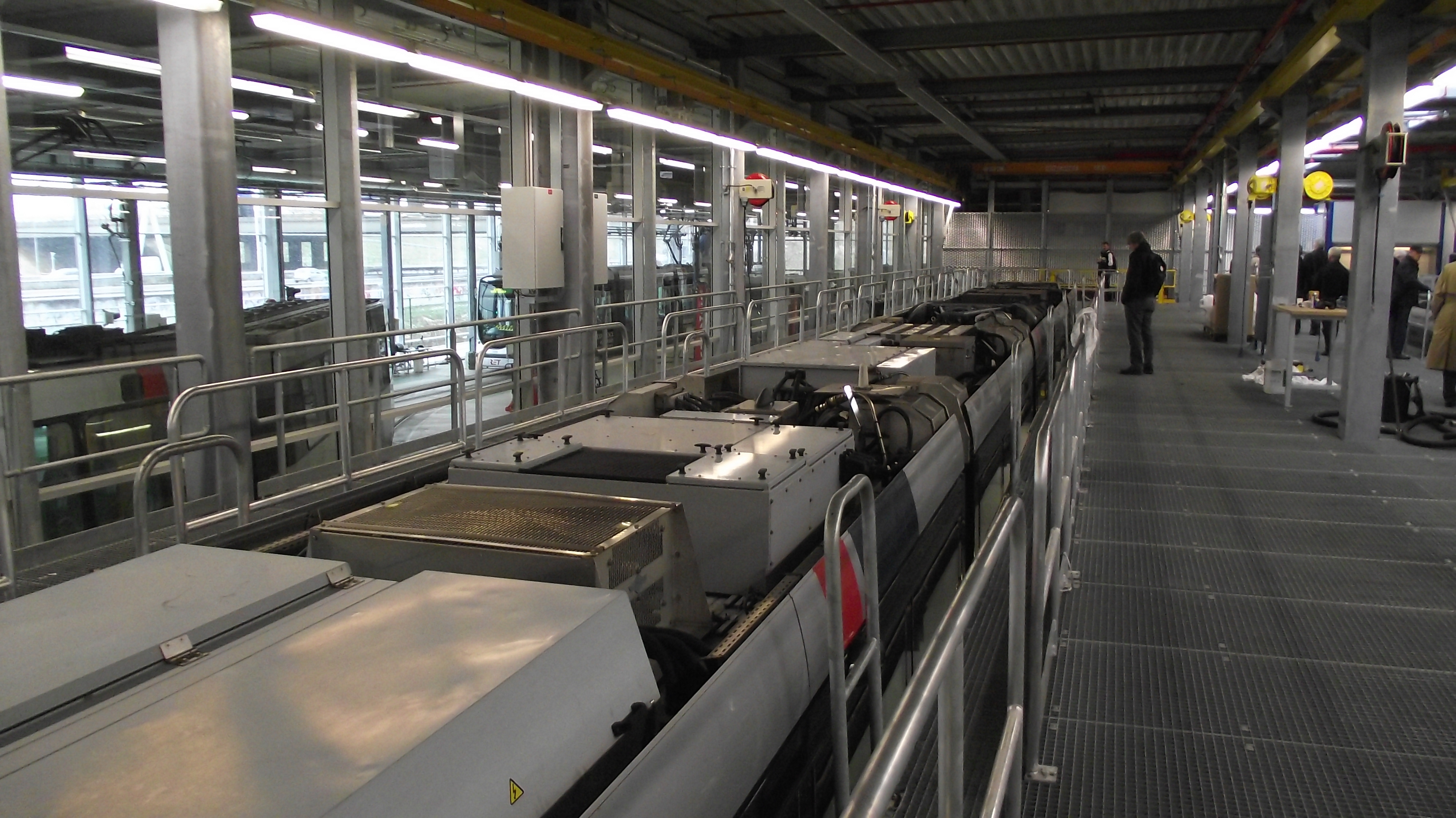
Werkruimte om aan de bovenkant van de tram te werken